# Сильверс, Фил
Фил Си́льверс (англ. Phil Silvers, 11 мая 1911 — 1 ноября 1985) — американский актёр театра, кино и телевидения, комик, диктор радио и актёр озвучивания, который известен по своей роли сержанта Билко в Шоу Фила Сильверса (The Phil Silvers Show). Он выиграл две премии Тони и премию Эмми.

## Биография
Филипп Сильвер (англ. Philip Silver) родился 11 мая 1911 года в Бруклине, Нью-Йорк. Он был восьмым ребёнком в семье еврейских эмигрантов из России. Сценическую карьеру начал в возрасте 11 лет в качестве певца, позже в качестве актёра. Первым кинофильмом, в котором снялся Сильверс, стал Hit Parade of 1941 (1940 год). Потом играл характерные роли в фильмах киностудий MGM, Columbia Pictures , and 20th Century Fox. Наибольшим успехом в карьере стал комедийный телесериал на военную тематику You’ll Never Get Rich (Ты никогда не разбогатеешь), позже переименованный в The Phil Silvers Show (Шоу Фила Сильверса) (1955—1958 года). Сильверс женился на Джо-Кэрролл Деннисон (мисс Америка 1942 года) в 1945, брак продлился до их развода в 1950 году. В 1956 году он женился на Эвелин Патрик, брак продлился до их развода в 1966. У Сильверса было пять детей с Эвелин. Сильверс умер 1 ноября 1985 года в Сенчери-Сити (пригород Лос-Анджелеса, Калифорния) от сердечной недостаточности, в возрасте 74 лет.

## Избранная фильмография
| Год       |   | Русское название                              | Оригинальное название                    | Роль                    |
| --------- | - | --------------------------------------------- | ---------------------------------------- | ----------------------- |
| 1941      | ф | На протяжении всей ночи                       | All Through the Night                    |                         |
| 1942      | ф | Недалеко от Бродвея                           | Just Off Broadway                        | Рой Хиггинс             |
| 1944      | ф | Девушка с обложки                             | Cover Girl                               |                         |
| 1950      | ф | Летние гастроли                               | Summer Stock                             |                         |
| 1955—1958 | с | Шоу Фила Сильверса                            | The Phil Silvers Show                    | сержант Билко           |
| 1962      | ф | Что-то должно случиться                       | Something's Got to Give                  | страховой агент Джонсон |
| 1967      | ф | Руководство для женатого мужчины              | A Guide for the Married Man              |                         |
| 1968      | ф | Доброго вечера, миссис Кэмпбелл               | Buona Sera, Mrs. Campbell                |                         |
| 1976      | ф | Вон Тон Тон — собака, которая спасла Голливуд | Won Ton Ton: The Dog Who Saved Hollywood | Мюррей Фромберг         |